# Фон дер Хиц, Юстин
Ю́стин-Кай фон дер Хиц (нем. Justin-Kai von der Hitz; род. 22 октября 2006, Бергиш-Гладбах, Северный Рейн-Вестфалия) — немецкий футболист, защитник клуба «Кёльн».

## Клубная карьера
Фон дер Хиц — воспитанник клуба «Кёльн».

## Международная карьера
В 2023 году в составе юношеской сборной Германии фон дер Хиц выиграл юношеский чемпионат мира в Индонезии. На турнире он сыграл в матчах против команд Мексики, Новой Зеландии, Венесуэлы, Испании и Аргентины.

## Достижения
Международные
 Германия (до 17)
- Победитель юношеского чемпионата мира — 2023